# Echipa națională de rugby din Tonga
Echipa națională de rugby din Tonga reprezintă Tonga în meciurile internaționale de rugby, Tonga fiind una dinitre națiunile minore din eșalonul al doilea al rugby-ul internațional. 
Tonga participă anual la Cupa Națiunilor din Pacific împreună cu echipele din Samoa, Japonia, Fiji și cu echipele secundare ale Noii Zeelande și Australiei. Competiția a fost inaugurată în anul 2006. Tonga a participat la toate edițiile Campionatului Mondial de Rugby cu excepția ediției din 1995, nereușind niciodată să treacă de faza grupelor. 
Rugbi-ul este sportul național din Tonga, echipa practicând la începutul meciurilor un ritual de provocare, numit kailao similar haka-ului neo-zeelandez.